# Хоаким Кортез
Хоаким Педраха Рејес (шп. Joaquín Pedraja Reyes; Кордоба, 22. фебруар 1969), познат као Хоаким Кортез (шп. Joaquín Cortés), шпански је класични балетски и фламенко играч.

## Биографија
Рођен је 22. фебруара 1969. у Кордоби, у ромској породици. Од раног детињства показивао је интересовање за плес. Заједно са породицом се преселио у Мадрид 1981. Убрзо након тога је кренуо на формалне часове плеса. Године 1984. примљен је за члана престижне шпанске националне балетске трупе Шпански национални балет, са којом је путовао светом наступајући на значајним местима међу којима су Метрополитен опера у Њујорку и Кремљовска палата у Москви. Током свог боравка у Шпанском националном балету, постао је и главни соло извођач познат по својој издржљивости и атлетизму.
Године 1992. основао је компанију „Хоаким Кортез Фламенко Балет” и покренуо своју прву међународну турнеју Cibayí са другим уметницима међу којима је гитариста Антон Хименез. Године 1995. приказан је у два међународна филма, Цвет моје тајне и Фламенко, и покренуо је пројекат Pasión Gitana који је означио почетак признања јавности њега као плесача, кореографа и уметничког директора. Године 1999. био је тема документарног филма и покренуо је турнеју Soul широм Северне и Јужне Америке. Током 1990-их постао је познат по својим блиским везама са познатим личностима међу којима су Наоми Кембел, Ђорђо Армани и Мира Сорвино.
Касније је радио као кореограф и уметнички директор плесајући у ограниченом капацитету уживо на сцени, као и на филму и телевизији. Глумио је у филму Gitano 2000. и Vaniglia e cioccolato 2004. Гостовао је на концерту Џенифер Лопез у Порторику 2001. Учествовао је на међународној турнеји De Amor y Odio 2004. у Енглеској, Португалији, Тајланду и Њујорку, између осталог. Година 2007. је означила почетак његовог најновијег спектакла Mi Soledad. Наступио је као гостујући плесач у полуфиналу Плеса са звездама 15. маја 2007. Представља визуелну инспирацију за лика Вампа из серије видео игрица Metal Gear.

## Шоу
- Cibayí
- Pasión Gitana
- Soul
- Live
- De Amor y Odio
- Mi Soledad
- Unleashed (2009)
- Esencia (2017)

## Филмографија
- La flor de mi secreto (1995) — Антонио
- Flamenco (1995) — себе
- Gitano (2000) — Андреас Ередија
- Vaniglia e Cioccolato (2004) — Карлос
- Mask Singer: Adivina quién canta (2021) — Еризо/Победник